# Torymus aucupariae
Torymus aucupariae is een vliesvleugelig insect uit de familie Torymidae. De wetenschappelijke naam is voor het eerst geldig gepubliceerd in 1908 door Rodzianko.